# De besejrede Pebersvende
De besejrede Pebersvende è un cortometraggio muto del 1914 diretto da Lau Lauritzen Sr..

## Produzione
Il film fu prodotto dalla Nordisk Films Kompagni.

## Distribuzione
Uscì nelle sale cinematografiche danesi il 28 dicembre 1914.